# Petr Rys
Petr Rys (15 gennaio 1996) è un calciatore ceco, difensore dello Jablonec.